# Olivier Hutman

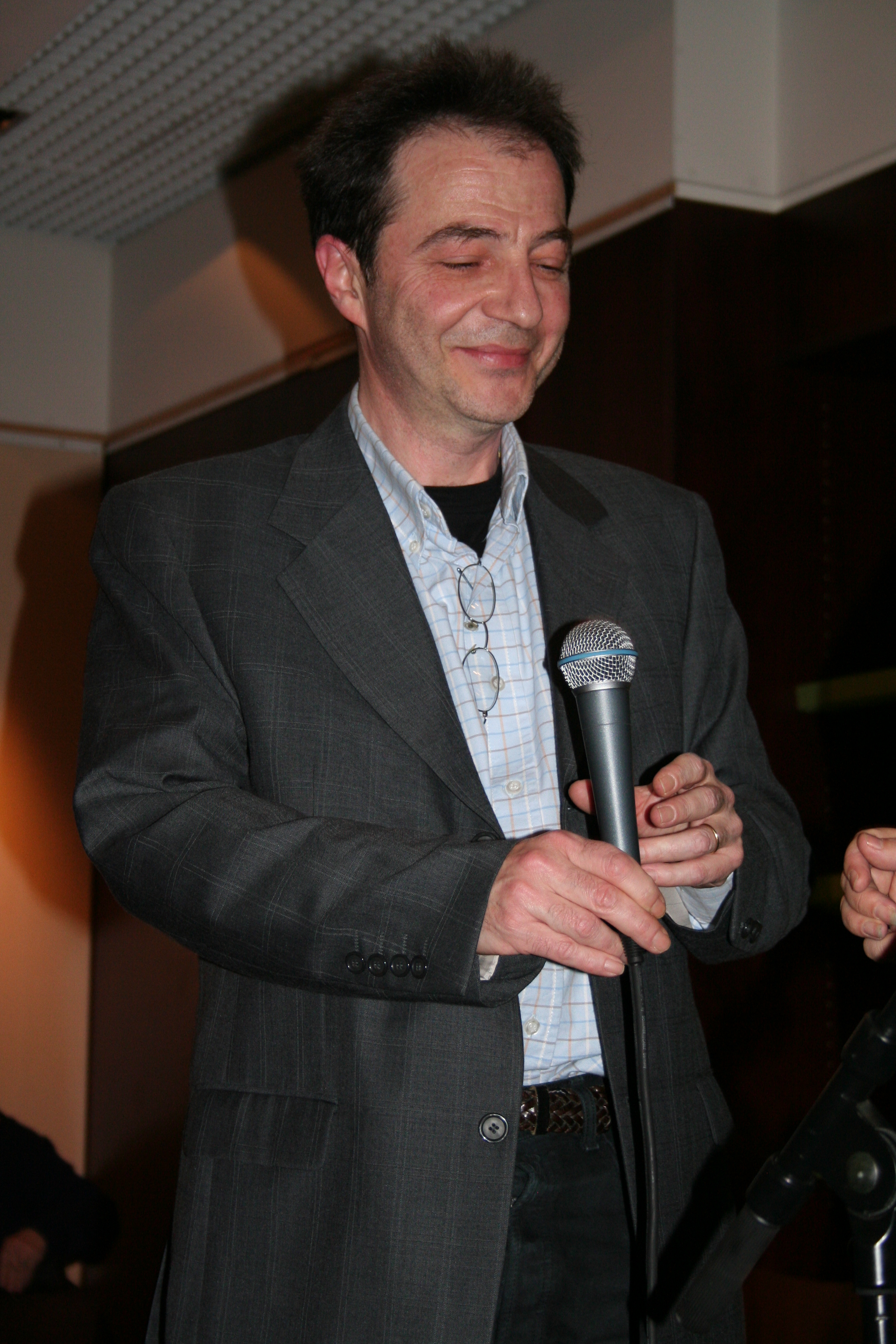
Olivier Hutman (2006)

Olivier Hutman (* 12. November 1954 in Boulogne-Billancourt/Île-de-France) ist ein französischer Jazz-Pianist und Komponist.

## Leben und Wirken
Hutman hatte von 1958 bis 1968 klassischen Klavierunterricht und studierte danach Musikethnologie (Dissertation Musiques urbaines au Ghana, 1978). Zur Jazzmusik kam er, nachdem er ein Album von Oscar Peterson hörte. 1975 gründete er mit Denis Barbier und Mino Cinelu die Gruppe Moravagine; daneben war er bis 1977 Mitglied des Jazz-Rock-Orchesters Chute Libre. Von 1980 bis 1982 war er Mitglied des Quartetts von Christian Escoudé. Von 1983 bis 1989 arbeitete er im Trio mit Marc Berteaux und Tony Rabeson, zugleich war er von 1984 bis 1988 Mitglied des Quartetts von Éric Le Lann und trat regelmäßig mit Luigi Trussardi und Philippe Combelle auf. 1991 und 1992 nahm er an den Tourneen des Barney-Wilen-Quartetts teil.
Als Sideman arbeitete Hutman u. a. mit Pepper Adams, Tony Scott, Art Farmer, Harry Sweets Edison, James Moody, Toots Thielemans, Philip Catherine, Didier Lockwood, Eddy Louiss, Joe Lee Wilson, Mundell Lowe, Dee Dee Bridgewater, Ted Nash, Jimmy Gourley, Junior Cook, Tom Harrell, Frank Wess und Clifford Jordan.  Er trat auch als Klavierbegleiter von Henri Salvador, Yves Montand, Charles Aznavour und Camille Bertault auf.
Seit 1985 ist Hutman als Filmkomponist aktiv. Beim Festival de Biarritz wurde er zweimal für die beste Filmmusik ausgezeichnet.

## Diskographie
- Maravagine, 1975
- Chute libre, 1977
- Chute libre "ali baba", 1978
- Live à l'Olympia mit dem Debarbat Dolphin Orchestra, 1979
- Planète carrée, 1980
- A live in Paris mit Glenn Ferris, 1980
- Benjy mit Philippe Laccarriere, 1980
- Gypsy's morning mit Christian Escoudé, 1981
- First Steps in mit Georges Acogny, 1981
- Quartet Charles " Lolo " Bellonzi, 1981
- Featuring Toots Thielemans mit Christian Escoudé, 1982
- Images pour cordes mit Stéphane Grappelli, 1982
- Guitars on the move mit Georges Acogny, 1982
- Nite life mit Silvin Marc, 1983
- The 13thmoon mit Philippe Deletrez, 1983
- Night bird mit Éric Le Lann, 1983
- Images mit Herry Ansker, 1983
- Six songs, 1983
- Séance de nuit mit Bruno Letort, 1985
- I mist you mit Éric Le Lann, 1986
- Claude Barthélemy Real politik, 1986
- The man with the broken tooth, 1987
- Brussels mit Jean Pierre Llabador, 1987
- Japanese bop, 1988
- 5thedition mit Jean Pierre Llabador, 1989
- Force 9 mit Michel Barrot, 1990
- Casino mit Michel Ripoche, 1990
- Modern Nostalgia mit Barney Wilen, 1992
- Joue Gainsbourg mit Alain Brunet, 1993
- European Quartet mit Ted Nash, 1994
- Vendredi 14 mit Luigi Trussardi, 1994
- This is always mit Valentina Casula, 1995
- French Melodies in LA mit Alain Brunet, 1996
- Brooklyn Eight, 1997
- Élisabeth Caumont Mieux qu'un baiser, 1997
- L'amour dans l'âme mit Luigi Trussardi, 1998
- El bobo mit Jean Pierre Llabador, 2000
- Aquarella do Brasil mit Lourival Sylvestre, 2000
- The interval mit Richard Raux, 2000
- Garden Club mit Claude Garden, 2001
- Band shapes, 2002
- Delicatessen mit Klezmer Nova, 2003
- Five in Green, 2003
- A french jazz quartet mit Serge Casero, 2003
- At the copy shop mit Laurent Larcher, 2004
- Genèse mit der Raux-Bivalski Big Band, 2004
- I thought about you mit Marina Xavier, 2005
- Abracadadrums mit Charles Bellonzi, 2006
- mto-jazz-quartett, New German Timbres mit Michael T. Otto, 2006
- First Page mit dem S.Spira Quartet, 2006
- New Incentive mit Steve Williams, 2007
- Give Me Five mit Jean-Pierre Llabador, 2007

## Filmmusiken
- 1985: Mon Oncle
- 1987: High Speed
- 1990: Printemps perdu
- 1994: Ma Sœur Chinoise
- 1997: Maigret Mille désirs
- 2000: Freiheit auf Probe (Le Miroir aux alouettes)
- 2001: La Moitié du ciel
- 2002: Claude Sautet oder die unsichtbare Magie (Claude Sautet ou La magie invisible)